# Willie Nelson
Willie Hugh Nelson (Abbott, Texas, 29 april 1933) is een Amerikaanse countryzanger, gitarist en liedjesschrijver. Hij groeide op in Fort Worth. Hij werd meermaals onderscheiden.

## Biografie
Nelson en zijn zus Bobbie Lee werden, nadat hun vader overleed en hun moeder weggelopen was, door hun grootouders opgevoed. Nelson kreeg vanaf zijn zesde jaar muziekles via een schriftelijke cursus. Hij leerde gitaarspelen, zijn zus speelde piano. Tijdens hun middelbareschooltijd leerde Bobbie Bud Fletcher kennen, een violist, en zowel Willie als Bobbie gingen deel uitmaken van Fletchers muziekgezelschap "The Bohemian Fiddlers".
Na zijn eindexamen moest Nelson in dienst, en hij ging bij de luchtmacht. Hij verliet de luchtmacht echter al snel in verband met rugklachten. Na zijn korte diensttijd ging Nelson een jaar naar de universiteit, maar hield ook dat voor gezien. Uiteindelijk werd hij diskjockey bij een country-radiozender in Fort Worth, Texas. Ook zong hij af en toe countryliedjes in de plaatselijke cafés. In 1956 verhuisde hij naar Vancouver, Washington en zijn muzikale carrière begon vorm te krijgen. Hij nam een nummer van Leon Payne op ("Lumberjack"). De single verkocht redelijk maar brak niet echt door. 
Nelson bleef dj-werk doen en zong regelmatig in clubs en cafés. Hij schreef een liedje ("Family Bible") en verkocht dat voor vijftig dollar, en dat nummer werd een hit voor Claude Grey in 1960. Het werd naderhand ook door veel artiesten gecoverd en wordt door velen beschouwd als een gospelklassieker.
Nelson werd in 1973 opgenomen in de Nashville Songwriters Hall of Fame, in 1993 in de Country Music Hall of Fame, in 1998 in de Texas Country Music Hall of Fame en ten slotte in 2023 in de Rock and Roll Hall of Fame.

### Populaire liedjesschrijver
Nelson verhuisde naar Nashville (Tennessee) in een poging een platencontract te krijgen. Dat lukte aanvankelijk echter niet. Hij tekende wel een contract met Pamper Music die zijn liedjes wel zagen zitten, maar zijn performance niet. Zo schreef hij onder andere het nummer Night Life voor zanger Ray Price, een nummer dat als meest-gecoverde countrysong ooit te boek staat. 
Nelson ging mee op tournee met Price, als bassist van de toerband. Gedurende deze periode werden veel van Nelsons nummers hits voor andere artiesten. Zo zong Billy Walker het nummer "Funny How Time Slips Away", Faron Young zong "Hello Walls", Roy Orbison zong "Pretty Paper", en (wellicht de bekendste van allemaal) Patsy Cline zong "Crazy". 
Uiteindelijk sloot Nelson in 1961 een platencontract met Liberty Records en bracht hij vanaf datzelfde jaar diverse singles uit, waaronder "Willingly" en "Touch Me" (beide met zijn vrouw Shirley Collie). Hij wist deze lijn echter niet voort te zetten en zijn carrière kwam tot stilstand. Zijn privéleven was destijds ook nogal kleurrijk: hij was alcoholist, verloor baan na baan en werd verschillende keren betrapt op verboden wapenbezit.

### Austin, Texas
In 1965 kwam Nelson onder contract bij RCA Records en had hij een paar kleine hits. Hij raakte echter gefrustreerd door de platenindustrie die hem in een keurslijf probeerde te dwingen, verbrak zijn contract, keerde de muziekwereld de rug toe en verhuisde naar Austin, Texas. Daar aangekomen besloot Nelson, geïnspireerd door de muziekscene aldaar, weer muziek te gaan maken. Zijn populariteit in Austin groeide razendsnel, en Nelson kon zijn eigen muziek maken, beïnvloed door rock-'n-roll, jazz, swing en folk. Ook Nelsons levenslange passie voor hardlopen begon in deze periode in Austin.

### Outlaw-country
In Austin tekende Nelson een contract met Atlantic Records. Hij bracht in 1973 een single uit ("Shotgun Willie") die uitstekende kritieken kreeg maar slechts matig verkocht. Het album "Phases and Stages" uit 1974 (geïnspireerd door zijn echtscheiding) bevatte de single "Bloody Mary Morning". Na dit album verhuisde Nelson weer van platenlabel en ging naar Columbia Records. Hier kreeg hij complete creatieve vrijheid over zijn werk. Het resultaat was het immens populaire album Red Headed Stranger (1975). Hoewel Columbia Records het in eerste instantie niet zag zitten om een album uit te brengen met slechts piano en gitaar, zette Nelson (ondersteund door Waylon Jennings) door, en het album werd een enorme hit, deels vanwege de populaire coverversie van het nummer "Blue Eyes Crying In The Rain".

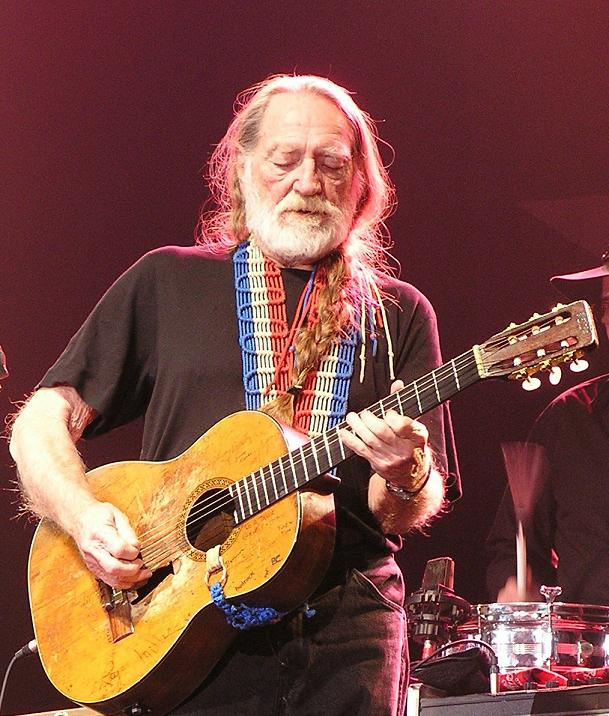
Willie Nelson en zijn gitaar 'Trigger'

Tegelijk met Nelson behaalde ook Waylon Jennings grote successen aan het begin van de jaren zeventig. De twee werden al snel in één adem genoemd in een genre dat bekend werd als outlaw-country ("outlaw" vanwege het feit dat het zich niet hield aan de Nashville-standaard). Nelsons imago van "outlaw" (letterlijk: vogelvrij verklaarde) kreeg nog meer gestalte toen in 1976 hij samen met Waylon Jennings, Jessie Colter en Tompall Glaser het album "Wanted! The outlaws" uitbracht. Dit album werd een groot succes en werd met platina bekroond. 
Hierna bracht Nelson nog twee albums uit die beide de platina status behaalden: "Waylon and Willie" (met Waylon Jennings), en "Stardust", een album vol met ongebruikelijke, op strijkinstrumenten gebaseerde popnummers die geproduceerd waren door Booker T. Jones. Veel critici voorspelden dat "Stardust" Nelsons carrière zou ruïneren, maar uiteindelijk bleek het een van zijn meest succesvolle albums te zijn.
Nelson speelt sinds 1969 op een Martin N20-akoestische gitaar die hij 'Trigger' heeft genoemd. Omdat klassieke gitaren in die tijd nauwelijks werden uitgerust werden met een slagplaat, heeft het jarenlange gebruik van de gitaar met een plectrum een groot gat uitgesleten in de klankkast. Nelson schrijft zijn muzikale succes voor een deel toe aan het bijzondere geluid van zijn gitaar. De band tussen Nelson en zijn gitaar zou zo hecht zijn, dat Nelson heeft aangegeven als muzikant te stoppen als zijn gitaar ooit kapot zou gaan.

### Acteercarrière
Nelson begon in 1979 met acteren. Hij had rollen in "The Electric Horseman", "Honeysuckle Rose", "Barbarossa", "Red-Headed Stranger", "Wag the Dog" en "Gone Fishin". In 1986 acteerde hij in de televisiefilm "Stagecoach", naast Johnny Cash, Kris Kristofferson en Waylon Jennings, waarmee hij later ook de country-supergroep The Highwaymen vormde. 
Nelson acteert nog steeds, maar treedt tegenwoordig meestal aan in kleine rollen. Ook gastoptredens zoals in Miami Vice, The Simpsons en Monk (Mr. Monk and the Red-Headed Stranger - 11 oktober 2002) gaat Nelson niet uit de weg. Een van zijn meest recente filmoptredens is zijn rol van oom Jesse in de bioscoop-remake van The Dukes of Hazzard. Ook in de in 2007 verschenen prequel "The Dukes of Hazzard: The Beginning" speelt Nelson mee. In 2008 had hij een rol in de film Surfer, dude.

### Hits, uitspattingen en "Farm Aid"
In de jaren tachtig had Nelson diverse hits, waaronder City of New Orleans. Hij zong "Always On My Mind" de hitparades in, en ook het duet "To All The Girls I've Loved Before" (met Julio Iglesias) haalde wereldwijd hoge hitnoteringen. Ook zijn albums uit deze periode verkochten goed.
Medio jaren tachtig vormde Nelson samen met Kris Kristofferson, Waylon Jennings en Johnny Cash de supergroep The Highwaymen. Deze groep bleek succesvol: de albums verkochten goed en de groep ging op diverse (wereld)tournees. Halverwege de jaren tachtig raakte Nelson steeds meer betrokken bij liefdadigheidswerk. In 1984 zong Nelson mee in de benefietsingle "We are the World" en in 1985 hielp hij met het organiseren van het eerste Farm Aid-concert om geld in te zamelen voor noodlijdende Amerikaanse boeren. Nelson werd een van de sleutelfiguren van het jaarlijkse Farm Aid-concert en heeft sinds het eerste optreden in 1985 geen enkel optreden gemist. 
In 1990 kreeg Nelson van de IRS (de Amerikaanse federale belastingdienst) een aanslag voor achterstallige belastingen en moest hij $16,7 miljoen ophoesten. Hij kon dit slechts betalen door zijn bezittingen van de hand te doen. Hij bracht een dubbelalbum uit ("The IRS Tapes: Who'll Buy My Memories?"), waarvan de opbrengsten rechtstreeks naar de IRS gingen. Veel van zijn bezittingen werden geveild en verkocht aan vrienden die het hem vervolgens weer teruggaven of voor een symbolisch bedrag aan hem verhuurden. In 1993 had hij al zijn schulden afbetaald.
In september 2006 werd Nelson in Louisiana aangehouden voor het bezit van drugs. In de tourbus van zijn band vond de politie 100 gram 'magic mushrooms' en 700 gram marihuana. Omdat de drugs werden aangemerkt als eigendom van de bandleden samen, kregen ze alleen elk een boete en kwam er geen rechtszaak.

### Milieu-activisme en sociale bevlogenheid
In 2005 vormde Nelson samen met twee zakenpartners het bedrijf Willie Nelson's Biodiesel (ook bekend als "BioWillie"). Dit bedrijf verkoopt biologische brandstof aan tankstations. De brandstof wordt gemaakt van sojaolie en kan in dieselmotoren worden gebruikt zonder dat die daarvoor aangepast dienen te worden. Nelson maakt ook deel uit van een adviescommissie die poogt het gebruik van cannabis te normaliseren. In 2005 organiseerde Nelson samen met zijn familie een benefiet-golftoernooi om de problematiek veroorzaakt door illegale verkoop van softdrugs onder de aandacht te brengen. Nelson lijkt zelf niet helemaal onbekend met het fenomeen: het gerucht gaat dat hij tijdens een bezoek aan president Jimmy Carter op het dak van het Witte Huis een jointje heeft gerookt.
In januari 2005 trad Nelson als slotact op tijdens een benefietconcert waarvan de opbrengsten ($120.000.-) naar de door de tsunami getroffen gebieden in Zuidoost-Azië gingen.

### Privéleven
Nelson is vier keer getrouwd geweest en heeft zeven kinderen. Uit zijn eerste huwelijk met Martha Matthews heeft hij drie kinderen, van wie er één in 1991 overleed. Nelson scheidde van Matthews in 1962. Van 1963 tot 1971 was hij getrouwd met Shirley Collie. Dit huwelijk bleef kinderloos. In 1971 trouwde hij met Connie Koepke. Zij kreeg twee dochters. Het paar scheidde in 1988. Sinds 1991 is Nelson getrouwd met Annie D'Angelo. Ze hebben twee zoons.
Ondanks zijn hoge leeftijd treedt Nelson nog veelvuldig op. Begin 2018 moest de 84-jarige toch concerten afzeggen in verband met ziekte. Ook in augustus 2019 moest hij concerten afzeggen, de inmiddels 86-jarige Nelson had toen ademhalingsproblemen.

## Discografie

### Albums
| Album met eventuele hitnotering(en) in de Nederlandse Album Top 100 | Datum van verschijnen | Datum van binnenkomst | Hoogste positie | Aantal weken | Opmerkingen         |
| ------------------------------------------------------------------- | --------------------- | --------------------- | --------------- | ------------ | ------------------- |
| Shotgun Willie                                                      | 1973                  | -                     |                 |              |                     |
| Troublemaker                                                        | 1973                  | -                     |                 |              |                     |
| Phases and stages                                                   | 1974                  | -                     |                 |              |                     |
| Red headed stranger                                                 | 1975                  | -                     |                 |              |                     |
| Sound in your mind                                                  | 1976                  | -                     |                 |              |                     |
| Wanted: The outlaw                                                  | 1976                  | -                     |                 |              |                     |
| Waylon and Willie                                                   | 1978                  | -                     |                 |              |                     |
| Stardust                                                            | 1978                  | -                     |                 |              |                     |
| Willie and family live                                              | 1978                  | -                     |                 |              |                     |
| Honeysuckle Rose (lied)\|Honeysuckle Rose                           | 1980                  | -                     |                 |              |                     |
| Somewhere over the rainbow                                          | 1981                  | -                     |                 |              |                     |
| Greatest hits and some that will be                                 | 1981                  | -                     |                 |              |                     |
| The winning hand                                                    | 1982                  | -                     |                 |              |                     |
| Always on my mind                                                   | 1982                  | 14-07-1984            | 28              | 6            |                     |
| WWII                                                                | 1982                  | -                     |                 |              |                     |
| Pancho and Lefty                                                    | 1983                  | -                     |                 |              | met Merle Haggard   |
| City of New Orleans                                                 | 1984                  | -                     |                 |              |                     |
| Music from "Songwriter"                                             | 1984                  | -                     |                 |              |                     |
| Brand on my heart                                                   | 1985                  | -                     |                 |              | met Hank Snow       |
| Half Nelson                                                         | 1985                  | -                     |                 |              |                     |
| Promised land                                                       | 1986                  | -                     |                 |              |                     |
| Clean Shirt                                                         | 1991                  |                       |                 |              | met Waylon Jennings |
| The IRS tapes: Who'll buy my memories?                              | 1992                  | -                     |                 |              |                     |
| Across the borderline                                               | 1992                  | -                     |                 |              |                     |
| Teatro                                                              | 1998                  | -                     |                 |              |                     |
| The great divide                                                    | 2002                  | -                     |                 |              |                     |
| Crazy: The demo sessions                                            | 2003                  | -                     |                 |              |                     |
| Angel & outlaws                                                     | 2004                  | -                     |                 |              |                     |
| Countryman                                                          | 2005                  | -                     |                 |              |                     |
| Songbird                                                            | 2006                  | -                     |                 |              |                     |
| You don't know me: The songs of Cindy Walker                        | 2006                  |                       |                 |              |                     |
| Legend: The best of Willie Nelson                                   | 11-04-2008            | 19-04-2008            | 66              | 4            | Verzamelalbum       |
| Moment of forever                                                   | 2008                  |                       |                 |              |                     |
| Two men with the blues                                              | 2008                  |                       |                 |              | met Wynton Marsalis |
| Naked Willie                                                        | 2009                  |                       |                 |              |                     |
| Lost highway                                                        | 2009                  | -                     |                 |              |                     |
| American Classic                                                    | 2009                  |                       |                 |              |                     |
| Willie and the wheel                                                | 2009                  |                       |                 |              |                     |
| Country Music                                                       | 2010                  |                       |                 |              |                     |
| Here we go again: Celebrating the Genius of Ray Charles             | 2008                  |                       |                 |              | met Wynton Marsalis |
| Heroes                                                              | 11-05-2012            | 19-05-2012            | 76              | 2            |                     |
| The classic Christmas album                                         | 2012                  |                       |                 |              |                     |
| To all the girls...                                                 | 2013                  |                       |                 |              |                     |
| Band of Brothers                                                    | 2014                  | 21-06-2014            | 69              | 3            |                     |
| December Day                                                        | 2014                  |                       |                 |              | met Bobbie Nelson   |
| Django and Jimmie                                                   | 2015                  | 06-06-2015            | 50              | 2            | met Merle Haggard   |
| Summertime                                                          | 2016                  |                       |                 |              |                     |
| For the good times: A tribute to Ray Price                          | 2016                  |                       |                 |              |                     |
| Countryman                                                          | 2017                  |                       |                 |              |                     |
| God's Problem Child                                                 | 2017                  | 06-05-2017            | 67              | 2            |                     |
| Last Man Standing                                                   | 2018                  | 05-05-2018            | 86              | 1            |                     |
| My way                                                              | 2018                  |                       |                 |              |                     |
| Ride me back home                                                   | 2019                  |                       |                 |              |                     |
| First rose of spring                                                | 2020                  | 11-07-2020            | 50              | 1            |                     |
| The Willie Nelson Family                                            | 2021                  |                       |                 |              |                     |
| A Beautiful Time                                                    | 2022                  | 07-05-2022            | 74              | 1            |                     |

| Album met hitnotering(en) in de Vlaamse Ultratop 200 albums | Datum van verschijnen | Datum van binnenkomst | Hoogste positie | Aantal weken | Opmerkingen       |
| ----------------------------------------------------------- | --------------------- | --------------------- | --------------- | ------------ | ----------------- |
| To all the girls...                                         | 2013                  | 26-10-2013            | 176             | 1            |                   |
| Band of Brothers                                            | 2014                  | 28-06-2014            | 107             | 1            |                   |
| Django and Jimmie                                           | 2015                  | 06-06-2015            | 172             | 3            | met Merle Haggard |
| For the good times: A tribute to Ray Price                  | 2016                  | 01-10-2016            | 182             | 1            |                   |
| God's Problem Child                                         | 2017                  | 06-05-2017            | 120             | 3            |                   |
| Last Man Standing                                           | 2018                  | 05-05-2018            | 121             | 1            |                   |
| A Beautiful Time                                            | 2022                  | 07-05-2022            | 100             | 1            |                   |

### Singles
| Single met eventuele hitnotering(en) in de Nederlandse Top 40 | Datum van verschijnen | Datum van binnenkomst | Hoogste positie | Aantal weken | Opmerkingen                                                            |
| ------------------------------------------------------------- | --------------------- | --------------------- | --------------- | ------------ | ---------------------------------------------------------------------- |
| They all went to Mexico                                       | 1983                  | 16-07-1983            | 7               | 7            | met Carlos Santana & Booker T. Jones / Nr. 6 in de Nationale Hitparade |
| To all the girls I've loved before                            | 1984                  | 07-04-1984            | 3               | 10           | met Julio Iglesias / Nr. 3 in de Nationale Hitparade                   |
| Always on my mind                                             | 1984                  | 30-06-1984            | 17              | 5            | Nr. 19 in de Nationale Hitparade / Veronica Alarmschijf Hilversum 3    |

| Single met hitnotering(en) in de Vlaamse Ultratop 50 | Datum van verschijnen | Datum van binnenkomst | Hoogste positie | Aantal weken | Opmerkingen                                      |
| ---------------------------------------------------- | --------------------- | --------------------- | --------------- | ------------ | ------------------------------------------------ |
| They all went to Mexico                              | 1983                  | 23-07-1983            | 5               | 8            |                                                  |
| To all the girls I've loved before                   | 1984                  | 31-03-1984            | 1(1wk)          | 13           | met Julio Iglesias / Nr. 1 in de Radio 2 Top 30  |
| Always on my mind                                    | 1984                  | 21-07-1984            | 31              | 3            |                                                  |
| Spanish eyes                                         | 1989                  | 04-03-1989            | 38              | 1            | met Julio Iglesias / Nr. 29 in de Radio 2 Top 30 |
| Under Pressure                                       | 2020                  | 14-11-2020            | tip             | -            | met Karen O                                      |

### NPO Radio 2 Top 2000
| Nummers met noteringen in de NPO Radio 2 Top 2000       | '99  | '00  | '01  | '02  | '03  | '04  | '05  | '06  | '07  | '08  | '09  | '10 | '11 | '12 | '13 | '14  | '15  | '16  | '17  | '18  | '19  | '20  | '21  | '22  | '23  | '24  |
| ------------------------------------------------------- | ---- | ---- | ---- | ---- | ---- | ---- | ---- | ---- | ---- | ---- | ---- | --- | --- | --- | --- | ---- | ---- | ---- | ---- | ---- | ---- | ---- | ---- | ---- | ---- | ---- |
| Always on My Mind                                       | 1185 | -    | 1430 | 1835 | 1388 | 1482 | 1421 | 1098 | 1146 | 1260 | 1386 | 936 | 993 | 723 | 949 | 1185 | 1285 | 1314 | 1358 | 1521 | 1192 | 1336 | 1361 | 1677 | 1681 | 1609 |
| On the road again                                       | -    | -    | -    | -    | -    | -    | -    | -    | -    | -    | -    | -   | -   | -   | -   | -    | -    | -    | -    | -    | -    | -    | -    | -    | -    | 1900 |
| They all went to Mexico (met Carlos Santana)            | -    | 1867 | -    | -    | -    | -    | -    | -    | -    | -    | -    | -   | -   | -   | -   | -    | -    | -    | -    | -    | -    | -    | -    | -    | -    | -    |
| To all the girls I've loved before (met Julio Iglesias) | -    | -    | -    | -    | -    | -    | -    | 1756 | -    | -    | -    | -   | -   | -   | -   | -    | -    | -    | -    | -    | -    | -    | -    | -    | -    | -    |

1. ↑  Een '-' betekent dat het nummer niet was genoteerd en een vetgedrukt getal geeft de hoogste notering van een nummer aan.

- Bibsys: 56703
- Biblioteca Nacional de España: XX846382
- Bibliothèque nationale de France: cb13897902p (data)
- CiNii: DA03347456
- Gemeinsame Normdatei: 118877836
- International Standard Name Identifier: 0000 0000 8106 2879
- Library of Congress Control Number: n82099717
- Nationale Bibliotheek van Letland: 000096686
- MusicBrainz: 668fd73c-bf54-4310-a139-305517f05311
- National Archives and Records Administration: 10569644
- Nationale Bibliotheek van Tsjechië: xx0023209
- Nationale bibliotheek van Australië: 35510080
- Nationale Bibliotheek van Israël: 987007280632305171
- Nationale Bibliotheek van Polen: a0000001788689
- Nationale en Universitaire bibliotheek Zagreb: 000090752
- Nederlandse Thesaurus van Auteursnamen: 070839638
- LIBRIS: 360999
- SNAC: w6gv6b7b
- Système universitaire de documentation: 086912682
- Trove: 979207
- Virtual International Authority File: 27252664
- WorldCat: E39PBJqfFQQj4gyqKYvJM6vyh3